# Kalenda Maya
Kalenda Maya es un grupo de música de Noruega que interpreta música medieval y música del Renacimiento originaria de varios países, como España, Italia, Francia y Alemania. Los componentes del grupo son Tone Hulbækmo, Hans Fredrik Jacobsen, Sverre Jensen, Amund Sveen y Anne Hytta.
Cada miembro toca una amplia variedad de instrumentos medievales: guitarra, arpa, lira, kantele, zanfona, salterio, mandora, violín y flauta en diversas formas. Los instrumentos usados son completamente auténticos, construidos por Sverre Jensen cuando es necesario y siendo copiados de los dibujos que aparecen en los antiguos manuscritos y esculturas de la época medieval.
El grupo ha publicado tres álbumes, Medieval and renaissance music (1985), Norse Ballads(1989) y Pilegrimsreiser (1997), que tuvieron buena aceptación, recibieron buenas críticas y distintos premios, como por ejemplo, con su primer álbum, el Spellemannprisen, equivalente noruego a los Grammy.
El grupo ha celebrado giras de conciertos en diversos países de Europa, siendo España el primer país extranjero donde tocaron; también lo harían en Portugal, Francia, Alemania, Estonia, Finlandia y Suecia, así como en Brasil.

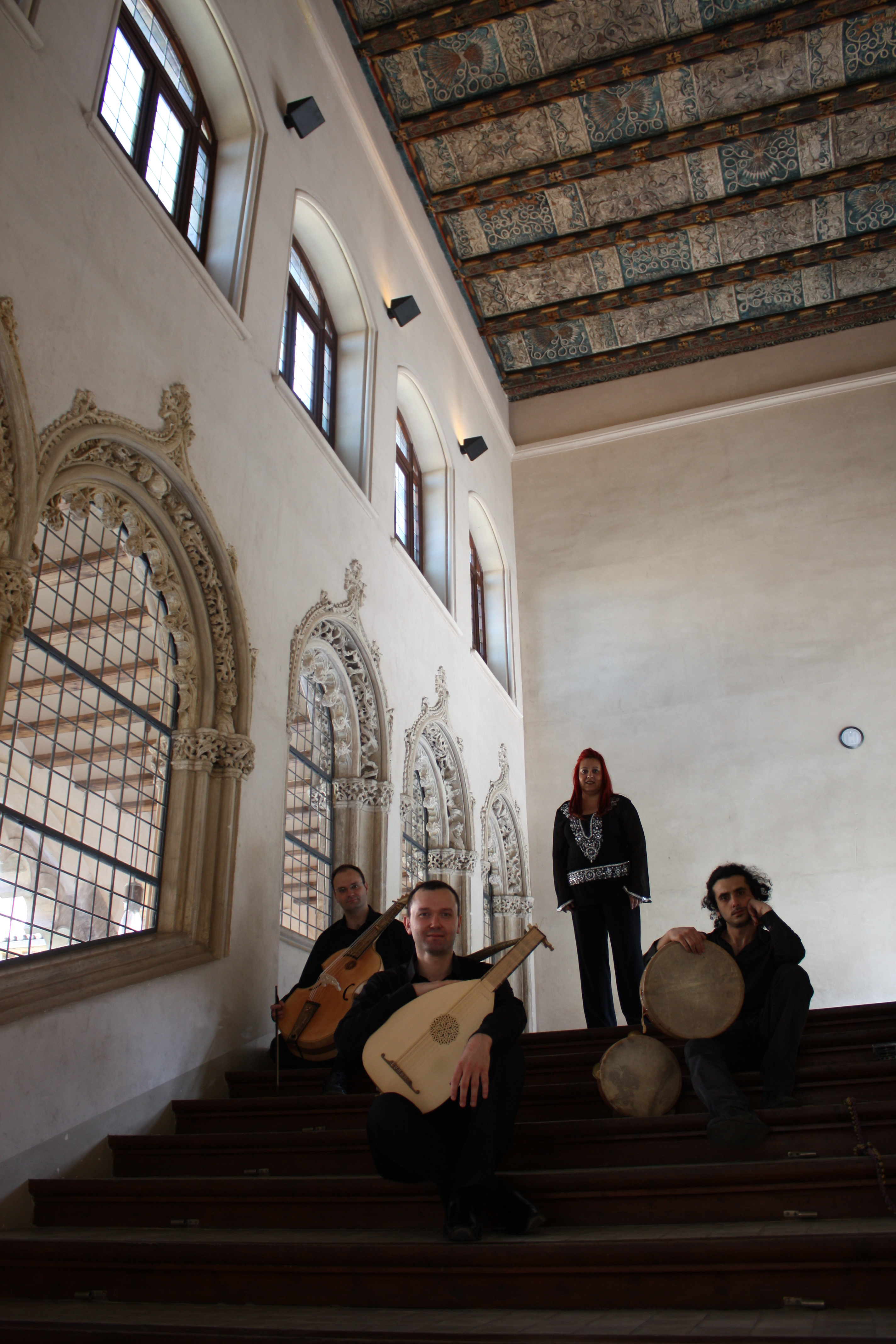
Foto del 2009.

## Discografía
- Medieval and Renaissance Music (Simax Classics,[6] 1985)

1. Cantigas de Santa María, n.º 103: Quena Virgen Ben Sevira A Parayso Ira
2. De moi deleros vos chant
3. El rey de Francia
4. La Rotta
5. Cancionero de Palacio, n.º 12: Rodrigo Martínez
6. Cantigas de Santa María, n.º 166: Como poden per sas culpas
7. Mayenzeit One Neidt
8. Cancionero de Upsala: Riu, Riu, Chiu
9. Lavava y suspirava
10. Christ ist erstanden
11. Cantigas de Santa María, n.º 194: Como o nome da Virgen
12. Saltarello
13. Yo me soy la morenica
14. Mariam Matrem.
15. Cantigas de Santa María, n.º 139: Maravillosos e piadosos
- Norske Middelalderballader (Baladas medievales noruegas).[11] Kirkelig Kulturverksted,[12]  1989.

1. Peder og liten Kirsten (Peder y la pequeña Kirsten)
2. Valivan (La canción del caballero)
3. St. Olavs Kappsigling (La regata de San Olaf)
4. Den underjordiske klippekonsert (El concierto al pie del acantilado)
5. Marie
6. Herre-Per og Gjødalin (Maese Per y Gjødalin)
7. De två systrarna (Las dos hermanas)
8. Iddan Hermund
9. Kong Gaud og ungan Herredag (El rey Gaud y el joven Herredag)
10. Heming og Gygri (Heming y la bruja)
11. Magnushymnen (Himno mayor)
12. Nordafjølsen
13. Villemann og Magnhild (Villemann y Magnhild)
14. Dei frearlause menn (Los forajidos)
15. Lita Karin (La pequeña Karin)
- Pilegrimsreiser, Kirkelig Kulturverksted, 1997.

1. Postquam calix babilonis
2. St. Olavs kappsigling
3. Sigvart skalds kvad
4. Cuncti simus concanentes
5. Los set gotxs
6. Lux illuxit
7. Retrouvange novelle
8. St. Jakob
9. Cantiga n.º 26
10. Cantiga n.º 49
11. Dum pater familias
12. Part de mal
13. Palästinalied
14. Urbs beata Jerusalem